# Вера-Крус (Баия)
Вера-Крус (порт. Vera Cruz)  —  муниципалитет в Бразилии, входит в штат Баия. Составная часть мезорегиона Агломерация Салвадор. Находится в составе крупной городской агломерации Агломерация Салвадор. Входит в экономико-статистический микрорегион Салвадор. Население составляет 35 303 человека на 2006 год. Занимает площадь 297,537 км². Плотность населения — 139,7 чел./км².

## Статистика
- Валовой внутренний продукт на 2005 год составляет 126 685 743 реалов (данные: Бразильский институт географии и статистики).
- Валовой внутренний продукт на душу населения на 2005 год составляет 3 670 реалов (данные: Бразильский институт географии и статистики).
- Индекс развития человеческого потенциала на 2000 год составляет 0,704 (данные: Программа развития ООН).

## География
Климат местности: умеренный.